# Chlorure de méthallyle
Le chlorure de méthallyle, ou 3-chloro-2-méthylpropène, est un composé organochloré de formule CH2=C(CH3)CH2Cl. Cet halocarbure insaturé est un liquide très volatil, incolore et susceptible de polymériser, avec une odeur âcre, et peu soluble dans l'eau. C'est un gaz lacrymogène dont les vapeurs sont susceptibles de former des mélanges explosifs avec l'air.  Il se décompose sous l'effet de la chaleur en libérant du chlorure d'hydrogène HCl, du chlore Cl2 et d'autres substances toxiques ou corrosives. Ses propriétés sont semblables à celles du chlorure d'allyle CH2=CHCH2Cl. C'est un alkylant fort, utilisé par exemple pour introduire des groupes isobutényle. Il est utilisé comme intermédiaire dans la production d'insecticides.
Il peut être obtenu par chloration de l'isobutène CH2=C(CH3)2.
On peut l'utiliser pour produire du méthylènecyclopropane par cyclisation intramoléculaire à l'aide d'une base forte telle que l'amidure de sodium NaNH2.